# Metacatharsius pumilionis
Metacatharsius pumilionis är en skalbaggsart som beskrevs av Hans Daniel Johan Wallengren 1881. Metacatharsius pumilionis ingår i släktet Metacatharsius och familjen bladhorningar. Inga underarter finns listade i Catalogue of Life.